# Любовь и пуля
«Любовь и пуля» (итал. «Ammore e malavita») — итальянский музыкально-комедийный фильм 2017 года, поставленный братьями Манетти. Премьера в Италии 5 октября 2017 года.

## Сюжет
Чиро и его напарник Розарио — киллеры на службе у «рыбного короля» дона Винченцо и его предприимчивой жены донны Марии. Мечтательница Фатима — медсестра. Их миры далеки друг от друга, но им суждено было встретиться.
Как-то ночью Фатима оказывается в «неправильном месте, в неправильное время». Чиро получает задание избавиться от девушки, которая увидела то, что ей не полагалось видеть. Но, оказавшись лицом к лицу, они узнают друг друга и снова влюбляются, как когда-то в юности.

## В ролях
| Актёр             | Роль                             |
| ----------------- | -------------------------------- |
| Клаудия Джерини   | донна Мария                      |
| Карло Буччироссо  | дон Винченцо — Франческо де Роса |
| Серена Росси      | Фатима                           |
| Джампаоло Морелли | Чиро                             |

## Награды
Фильм участвовал в кинофестивалях и получил награды:
- 2017 — Venice Film Festival — 3 награды,
- 2018 — David di Donatello Awards — 5 наград.